# Kumayl ibn Ziyad
Kumayl ibn Ziyad an-Nakha'i (arabiska: كُميل بن زياد النخعي) var en följeslagare till den islamiske profeten Muhammed. Han tillbringade 18 år i profetens närvaro och drog nytta av hans kunskap. Både sunni- och shiamuslimer beundrar Kumayl för hans starka tro, rena själ, moraliska uppförande och uppriktiga avsikter. Han var av de mest lojala kompanjonerna till den första shiaimamen Ali ibn Abi Talib och har därmed en hög ställning bland shiamuslimer. Kumayl har fått en åkallan uppkallad vid sitt namn känd som Dua Kumeil.